# Hymenocallis pimana
Hymenocallis pimana är en amaryllisväxtart som beskrevs av Joseph E. Laferrière. Hymenocallis pimana ingår i släktet Hymenocallis och familjen amaryllisväxter. Inga underarter finns listade i Catalogue of Life.